# نهر باني
نهر باني هو الرافد الرئيسي لنهر النيجر في مالي، وينشأ من تقابل نهري باولي وباغو على بعد 160 كم من شرق باماكو، ويتحد مع نهر النيجر بالقرب من موبتي، ويبلغ طوله حوالي 1100 كم (680 ميل)